# تاريخ اليهود في البرتغال

موقع البرتغال (بالأخضر القاتم) في أوروبا (وممتلكاتها الجزرية ماديرا والأزور في دوائر).

يعود تاريخ اليهود في البرتغال إلى آلاف السنين، ويرتبط بشكل مباشر مع يهود سفارديون. تنتمي أصولهم إلى الجماعات اليهودية الأثنية التي تنحدر من شبه الجزيرة الإيبيرية (إسبانيا والبرتغال).

## قبل البرتغال
سكن اليهود هذه المنطقة الجغرافية قبل تأسيس دولة البرتغال بوقت طويل، يعود تاريخهم إلى العصر الروماني (مقاطعة لوسيتانيا)، لا يمكن توثيق الوجود اليهودي في الأراضي البرتغالية قبل عام 482 م. تعرض اليهود للاضطهاد بعد انهيار الإمبراطورية الرومانية، سيطر القوط الغربيون والممالك المسيحية الأوروبية الأخرى على المنطقة بعد تلك الفترة.
كان الفتح الإسلامي للأندلس (شبه الجزيرة الإيبيرية) في عام 711، وهو ما اعتبره الكثير من السكان اليهود بمثابة تحرير، وعُرف كبداية العصر الذهبي للثقافة اليهودية في شبه الجزيرة الإيبيرية (الأندلس الإسلامية). اعُتبر اليهود والمسيحيون المستعربون من أهل الذمة في ظل الحكم الإسلامي، وكان عليهم دفع ضريبة خاصة.
سكنت الممالك المسيحية في المناطق الجبلية الشمالية لشبه الجزيرة الإيبيرية (مملكة أستورياس)، وبدأت في القرن الثامن عشر حملة عسكرية طويلة ضد الغزاة المسلمين أدت إلى سقوط الاندلس. أتقن الكثير من اليهود اللغة العربية، هذا ما استغله المسيحيون اللذين استعانوا باليهود كجواسيس ودبلوماسيين في هذه الحملة التي استغرقت قرونًا. أدى ذلك إلى منح اليهود بعض الثقة على الرغم من استمرار التحيز.

## عصر القرون الوسطى
منح ملك البرتغال أفونسو الأول يحيى بن يحي الثالث منصب المشرف، وائتمنه على تحصيل الضرائب، ورشحه كأول حاخام رئيسي للبرتغال (وهو المنصب الذي يعينه ملك البرتغال دائمًا). تأسست المجتمعات اليهودية قبل هذه السنوات، تعتبر بلدة ليريا التي أسسها الملك أفونسو الأول عام 1135 مثالًا على التوسع اليهودي. ساهم السكان اليهود في تطوير الاقتصاد الحضري، منح الملك أفونسو المواثيق للتجار غير المسيحيين الذين يعيشون في لشبونة، وألمادا، وبالميلا، وألكاسير في عام 1170، وهو ما يعتبر إثباتًا على دعم اليهود لاقتصاد البرتغال. ضمنت هذه المواثيق حرية الأقليات اليهودية في المدن مثل حرية العبادة واستخدام القوانين التقليدية. استمر احترام هذه المواثيق خلال عهد الملك سانشو الأول، الذي حمى الجالية اليهودية من أعمال الشغب الصليبية في عام 1189. ساهمت الجالية اليهودية بدعم الاقتصاد البرتغالي، وتلقى أولئك الذين سرقوا التجار عقابًا شديدًا، كان السطو على المسلمين والمسيحيين واليهود متساويًا في الخطورة. واصل سانشو الأول ملك البرتغال سياسة والده، وعّين يوسف بن يحيى القائد الأعلى للمملكة. حاول رجال الدين محاربة اليهود في عهد الملك دينيس الأول ملك البرتغال، لكن حافظ الملك على موقف سلمي مع اليهود.
احتل بعض اليهود أماكن بارزة في الحياة السياسية والاقتصادية للبرتغالية، واستمر ذلك حتى القرن الخامس عشر. كان إسحاق أبرابانيل أمين صندوق ملك البرتغال أفونسو الخامس. ساهم الكثيرون أيضا في دعم الثقافة البرتغالية، وحافظوا على سمعتهم من الدبلوماسيين والتجار. كانت لشبونة، وإيفورا موطنًا مهما للمجتمعات يهودية. تشكلت محاكم التفتيش في إسبانيا عام 1478 لقمع المهرطقين من اليهود. أمر التاج الإسباني بطرد السكان اليهود بعد غزو غرناطة. كانت البرتغال وجهة معظم اليهود الذين اختاروا مغادرة إسبانيا بعد طردهم في عام 1492. انتقل حوالي 100.000 يهودي إلى مملكة البرتغال المجاورة. تردد سكان البرتغال في قبول اليهود، اقترح يوحنا الثاني تحصيل ضريبة محددة من كل مهاجر، ويدفع عمال المعادن وصانعو الدروع نصف هذه الضريبة. عُيّن المسؤولون عن تحصيل الضرائب في خمس نقاط، وأُصدرت الإيصالات التي كانت بمثابة جوازات سفر لدخول البرتغال. نُقل المهاجرون إلى مكان آخر بعد ثمانية أشهر، ودفعوا مقابل ذلك رسومًا إضافية. تلقت العائلات الثرية عروضًا للبقاء في البرتغال، واستقروا في المدن الكبرى. لم يتمكن البعض من دفع الرسوم التي فرضها عليهم الملك جون الثاني، فاستغنوا عن ممتلكاتهم الشخصية ووزعوها على نبلاء البرتغال. لم يتمكن البرتغاليون إيواء الأعداد الكبيرة من المهاجرين اليهود. سكن بعض المهاجرين اليهود داخل منازل مسيحية، رفضت السلطات في مدينة إيفورا استقبال المزيد من العائلات اليهودية. حاول الملك جون الثاني تسهيل نقل العائلات اليهودية إلى ممالك أخرى. تزوج مانويل الأول ملك البرتغال من ابنة الحاكم الإسباني، وتلقى الكثير من الضغوطات لاتباع سياسة مماثلة لسياستهم. طُرد جميع اليهود والمسلمين الذين رفضوا التعميد في ديسمبر 1496. قرر الملك مانويل الأول استخدام ميناء لشبونة لترحيل يهود البرتغال، مما أدى إلى تأخير طردهم، وأُجبرت الجاليات اليهودية على الانخراط في المجتمع البرتغالي.

## محاكم التفتيش
شكلت إسبانيا محاكم التفتيش وطردت على أساسها سكانها اليهود في عام 1492. هرب عشرات الآلاف من يهود إسبانيا إلى البرتغال، منحهم الملك جون الثاني حق اللجوء مقابل دفعهم لضريبة محددة. لم يستمر اللجوء لفترة طويلة، أصدرت الحكومة البرتغالية مرسومًا بعد ثمانية أشهر، استبعدت فيه جميع اليهود الذين لم يغادروا البلاد بعد. نقل الملك جون مئات الأطفال اليهود إلى مستعمرة ساو تومي في عام 1493، ولقى العديد منهم مصرعهم.
توفي الملك يوحنا الثاني عام 1495، أعاد ملك البرتغال الجديد مانويل الأول حرية اليهود. عادت إسبانيا لسياسة الضغط على حكام البرتغال في عام 1497.أصدر ملك البرتغال مانويل الأول مرسومًا يفرض على جميع اليهود اعتناق المسيحية أو مغادرة البلاد بدون أطفالهم. كانت النتيجة هي ذبح 2000 فرد في لشبونة عام 1506، وإجراء المزيد من عمليات الترحيل القسري إلى ساو تومي (استمر الوجود اليهودي فيها إلى يومنا هذا)، وتأسيس محاكم التفتيش البرتغالية في عام 1536.
عقدت محاكم التفتيش أولى جلساتها في البرتغال في عام 1540. اقتدت فيها بمحاكم التفتيش الإسبانية، وركزت جهودها على اجتثاث المتحولين من الأديان الأخرى الذين لم يلتزموا بقيود الأرثوذكسية الكاثوليكية، استهدف المحققون البرتغاليون المسيحيين الجدد من أصل يهودي، والمتحولين أو المارانو. وسّعت محاكم التفتيش البرتغالية نطاق عملياتها من البرتغال إلى الإمبراطورية البرتغالية، بما في ذلك البرازيل، والرأس الأخضر، والهند. أقيمت المحاكم في لشبونة، وبورتو، وكويمبرا، وإيفورا. أحرق بين عامي 1540 و1794 حوالي 1175 شخصًا. ألغيت محاكم التفتيش البرتغالية في عام 1821 من قبل المحاكم العامة الاستثنائية والمحاكم التأسيسية لدولة البرتغال.
هاجر الآلاف من اليهود البرتغاليين إلى أمستردام، وسالونيك، والقسطنطينية (اسطنبول)، وفرنسا، والمغرب، والبرازيل، وكوراساو، ووجزر الأنتيل. استمر وجود اليهود في بعض هذه الأماكن حتى اليوم، استخدمت لغة لادينو من قبل بعض المجتمعات اليهودية في تركيا، واستخدمت اللهجات البرتغالية في جزر الأنتيل الهولندية، استمر وجود بعض المعابد اليهودية التي بناها يهود إسبانيا والبرتغال مثل كنيس بفيس ماركس في مدينة لندن.
أثر الاضطهاد والهجرة الجماعية لليهود على الاقتصاد البرتغالي، وانعكس عليه بشكل سلبي. تمتع اليهود والمسيحيون غير الكاثوليك بمهارات عددية وتفوقوا على الأغلبية الكاثوليكية، وهو ما قد يعود إلى العقيدة الدينية اليهودية، التي ركزت بشدة على التعليم، إذ كانت قراءة التوراة إلزامية للجميع. استمرت القدرات الحسابية لدى اليهود اللذين أجبروا على ترك وظائفهم الحضرية التي تتطلب مهارات عالية. لم تظهر نتائج هذه المهارات خلال محاكم التفتيش، وأثرت سلبًا على التنمية الاقتصادية.

## بعد محاكم التفتيش
بقي المتحولون من أصل يهودي في البرتغال في البداية، وتحملوا مرغمين الاضطهاد الشديد. تحول منهم عدد كبير منهم إلى المسيحية كإجراء شكلي، ومارسوا عقائد دينهم اليهودي في الخفاء. عُرف اليهود السريون بالمسيحيين الجدد، وكانوا تحت المراقبة المستمرة من قبل محاكم التفتيش.